# Plac Jana Henryka Dąbrowskiego w Warszawie

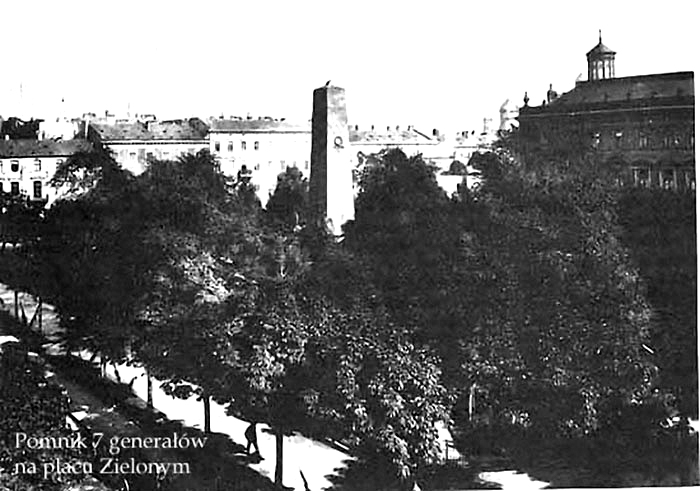
Pomnik siedmiu generałów (lojalistów) na Placu Zielonym w Warszawie, 1894-1917

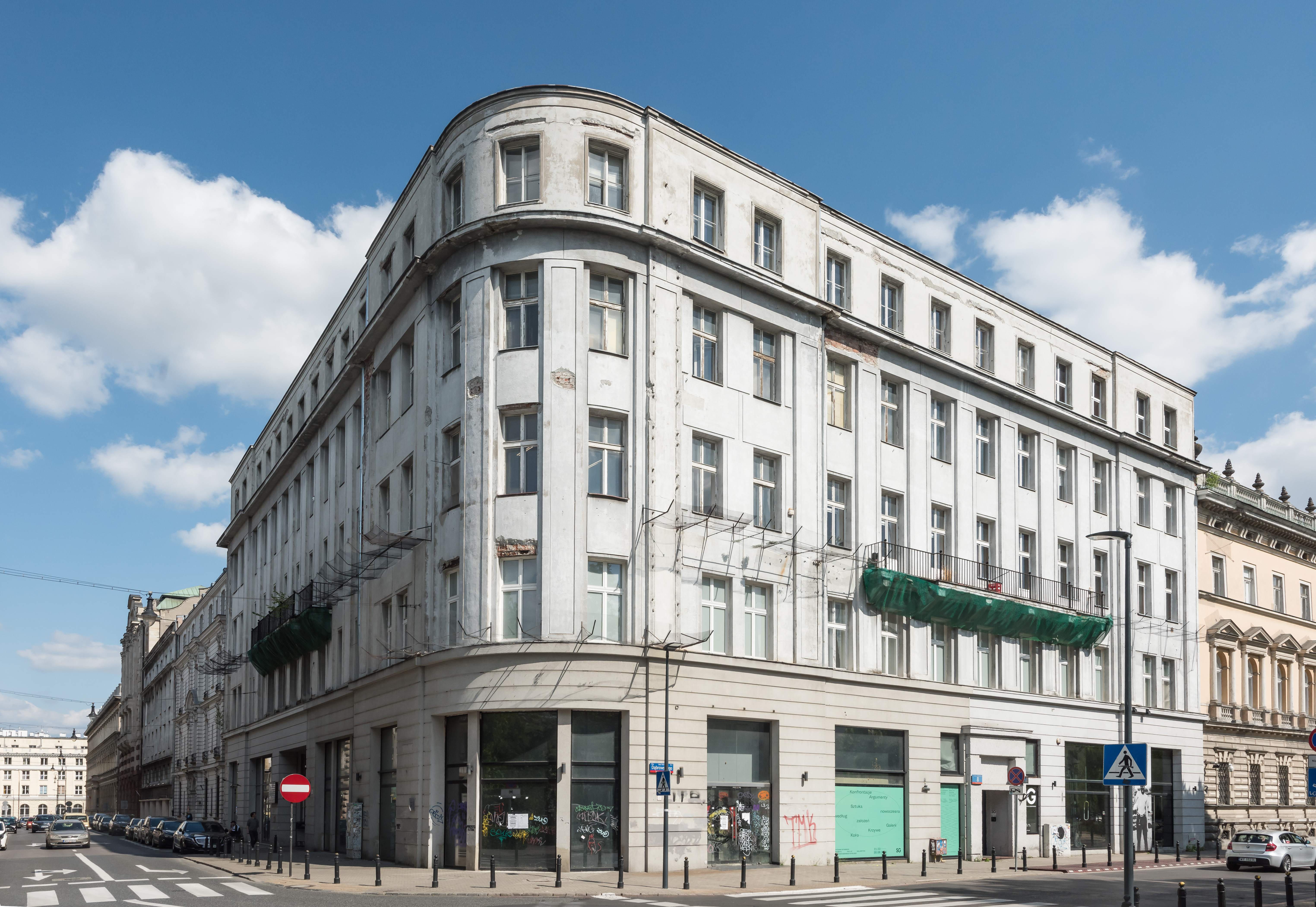
Kamienica Goldstanda na rogu placu Dąbrowskiego 8 i Kredytowej 9

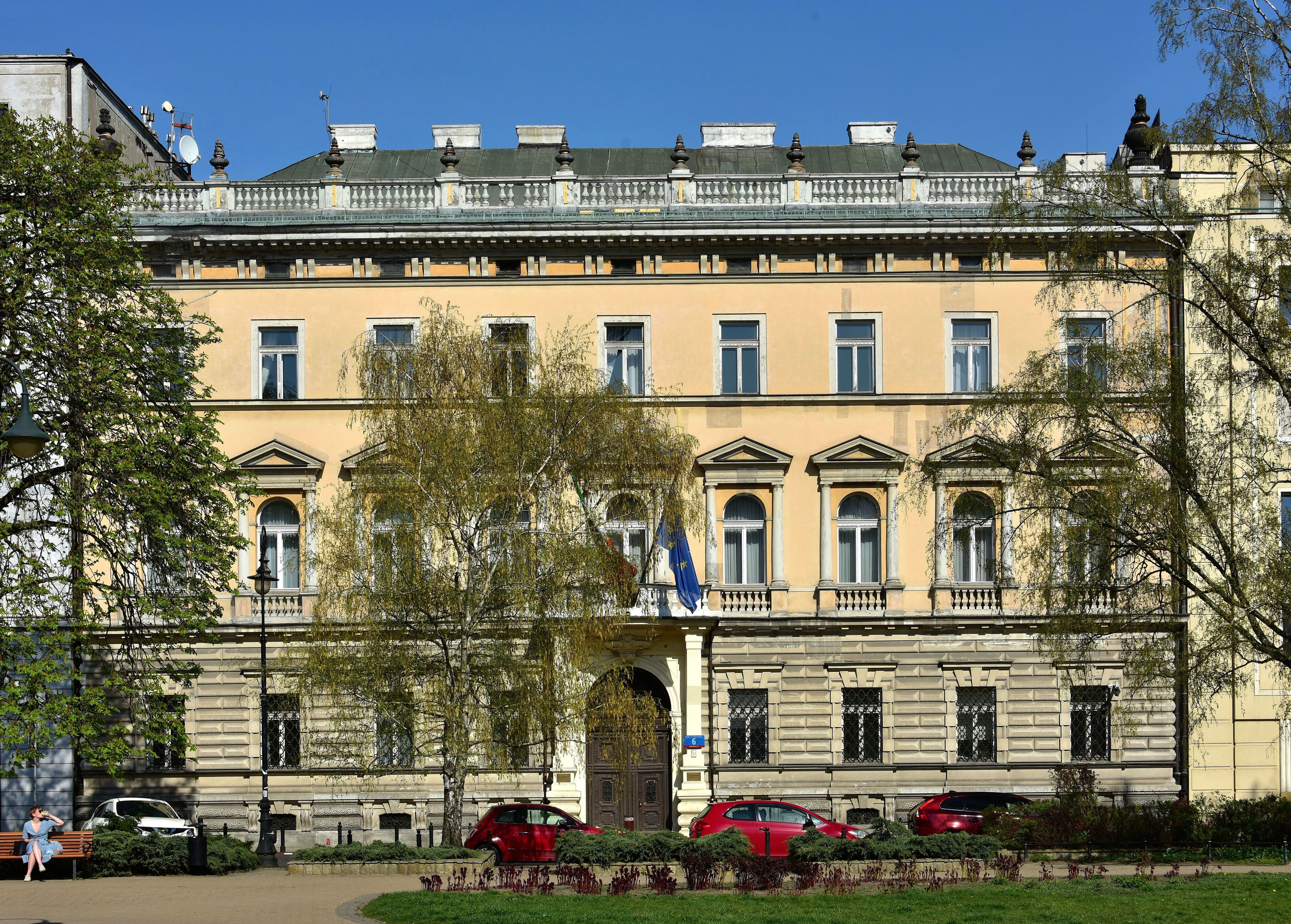
Pałac Szlenkierów

Plac Jana Henryka Dąbrowskiego – plac w śródmieściu Warszawy, znajdujący się w kwartale ulic Rysiej, Szkolnej, Kredytowej i Jasnej.

## Historia
Zaczątkiem dzisiejszego placu Jana Henryka Dąbrowskiego był założony w roku 1730 Lasek Przy Promenadzie, w rzeczywistości ogród należący do pałacu Franciszka Bielińskiego znajdującego się przy ul. Królewskiej. W roku 1757 marszałek Bieliński utworzył jurydykę Bielino, której osią była powstała wtedy ul. Marszałkowska.
W tym czasie na terenie dawnego lasku wytyczono rynek targowy jurydyki Bielino, otoczony parterowymi domami projektu Jakuba Fontany.
Ich resztki dotrwały do lat sześćdziesiątych XIX wieku, jednak wcześniej, w roku 1797 na placu założono ogród, na nowo obsadzony zielenią w roku 1820, co zaowocowało nadaniem nazwy plac Zielony. Obecną nazwę nadano w lipcu 1921 (według innego źródła w czerwcu 1918 w ramach obchodów setnej rocznicy śmierci Jana Henryka Dąbrowskiego).
W roku 1816 przy placu powstało targowisko zwane Pociejowem, przeniesione z terenu, na którym wzniesiono w późniejszym okresie Teatr Wielki. Przy placu Zielonym działało do roku 1864 i przeniesienia na ul. Bagno. Wcześniej, w latach 1856–1858 wzdłuż północnej pierzei placu wytyczono ul. Kredytową, łącząc go tym samym z ul. Mazowiecką.
Najwcześniej wzniesiono budynki w ciągu Rysiej; w roku 1868 wzniósł tam swój dom lekarz Ludwik Natanson. Autorem budynku był może Julian Ankiewicz, projektant sąsiednich kamienic; fasadę kamienicy ozdobiły alegoryczne rzeźby autorstwa Leonarda Marconiego. Kolejną zabudową placu były kamienice nr. 2 i 4, wybudowane w ciągu ul. Jasnej, które jako identyczne pod względem wyglądu sprawiały wrażenie jednego obiektu.
Trzecią fazą zabudowy placu było wzniesienie obiektów w zachodniej pierzei, w ciągu ulicy Szkolnej: według projektu Teodora Witkowskiego powstał tam dom Wiktora Maringe’a, mieszczący hotel Francuski. Główne wejście do hotelu wiodło od strony ulicy Rysiej, jednak fasadę od strony placu ozdobiono rzeźbionymi popiersiami dłuta Faustyna Cenglera, symbolizującymi gatunki win, co było związane z funkcjonowaniem tam restauracji serwującej dania kuchni francuskiej. Jako ostatnia zabudowę otrzymała pierzeja w ciągu ul. Kredytowej; w latach 1881–1883 według projektu Witolda Lanciego pod nr. 6 powstał zachowany do dziś pałac Szlenkierów, będący wtedy jedną z najznakomitszych rezydencji w mieście. Obecnie jest siedzibą Ambasady Włoch.
Przeciwną stronę placu po roku 1897 zajął gmach Domu Mody Bogusława Hersego, wzniesiony u zbiegu z ul. Marszałkowską pod nr. 9 według konceptu Józefa Hussa. Około roku 1937 Elektrownia Warszawska ulokowała w budynku „Salon Demonstracyjny”, reklamujący zastosowanie elektryczności, zaś przed budynkiem pojawiła się reklama z żelazkiem autorstwa Zygmunta Stępińskiego.
Wcześniej, w roku 1894 na placu stanął pomnik oficerów-lojalistów poległych w Noc Listopadową, otoczony skwerem obsadzonym drzewami. Obelisk upamiętniający generałów nie cieszył się sympatią społeczeństwa; dewastowany i pokrywany często wulgarnymi napisami został usunięty w roku 1917.
W latach 1907–1914 w zachowanej kamienicy pod nr 1 (w tamtym czasie pod adresem ul. Rysia 1) miała swoją pierwszą siedzibę Biblioteka Publiczna m.st. Warszawy. W stulecie powstania Biblioteki (2007) na fasadzie budynku odsłonięto tablicę pamiątkową.
W latach 1913–1916 pod nr. 8 powstała według projektu Józefa Napoleona Czerwińskiego i Wacława Heppena zachowana do dziś siedmiopiętrowa kamienica Leona Feliksa Goldstanda, będąca ówcześnie jednym z najwyższych warszawskich „niebotyków”. Wzniesiona jako ostatnia przy placu, w okresie powojennym została niestety obniżona; jednocześnie zniszczono kamienne elementu jej wystroju architektonicznego.
W 1922 plac Zielony otrzymał częściowo odrębną numerację budynków, wcześniej przypisanych do otaczających go ulic Rysiej, Szkolnej, Kredytowej i Jasnej.
W pierwszym okresie okupacji całkowitemu zniszczeniu uległy trzy domy; pozostała zabudowa została spalona w roku 1944. W latach pięćdziesiątych wyburzono nieźle zachowany dom Hersego. Pałac Szlenkierów i kamienicę Goldstanda odbudowano z wprowadzeniem licznych niekorzystnych zmian. Ocalał zielony skwer, na którym jeszcze przed wybuchem wojny, w roku 1930 ustawiono w basenie fontannę z brązową kopią rzeźby Chłopiec z krokodylem dłuta Stanisława Jackowskiego. Po wojennych uszkodzeniach odrestaurowana w warszawskiej firmie Bracia Łopieńscy, została ustawiona na zapleczu pałaców przy placu Bankowym. W 1961 roku rzeźba powróciła na plac Dąbrowskiego.
W 1999 na skwerze na środku placu wmurowano kamień węgielny pod pomnik Hymnu Narodowego.
W listopadzie 2012 Rada Warszawy dokonała korekty nazwy placu z pl. Dąbrowskiego na plac Jana Henryka Dąbrowskiego.

## Ważniejsze obiekty
- Kamienica Goldstanda
- Pałac Szlenkierów

## Obiekty nieistniejące
- Hotel Francuski
- Pomnik oficerów-lojalistów poległych w Noc Listopadową